# خالد الزكيبا
خالد الزكيبا لاعب كرة قدم قطري .
كانت بداياته مع نادي الشمال و انتقل إلى نادي قطر في عام 2007 و انتقل الريان في عام 2016 و أعاره الريان إلى نادي أم صلال عام 2017 و انتقل إلى نادي معيذر في عام 2018 و انتقل إلى نادي البدع في عام 2019 .

## روابط خارجية
- خالد الزكيبا على موقع الاتحاد الدولي (مؤرشف)  (الإنجليزية)
- خالد الزكيبا على موقع قاعدة بيانات كرة القدم.إي يو (الإنجليزية)
- خالد الزكيبا على موقع Soccerway.com (الإنجليزية)